# Lepidonotothen mizops
Lepidonotothen mizops är en fiskart som först beskrevs av Günther, 1880.  Lepidonotothen mizops ingår i släktet Lepidonotothen och familjen Nototheniidae. Inga underarter finns listade i Catalogue of Life.